# Acer alaskense
Acer alaskense é uma espécie de bordo extinta na família Sapindaceae descrita a partir de uma folha fóssil. A espécie é conhecida apenas dos sedimentos do Paleoceno mais recente expostos no Vale do Rio Matanuska, Matanuska-Susitna Borough, Alasca. É a espécie típica da extinta seção Alaskana.

## Tipo de localidade
A espécie foi descrita a partir de um único espécime de folha inteira encontrado na Formação Chickaloon, subjacente às formações do Grupo Kenai. Os sedimentos da formação são principalmente de argilito a arenito e conglomerados com depósitos intercalados de carvão betuminoso. Com base nas formações circundantes e na composição floral de fósseis na própria formação, o Chickaloon data do Paleoceno com Acer alaskense conhecido apenas da última seção do Paleoceno exposta na mina de carvão Even Jones.

## istória e classificação
Acer alaskense foi descrito a partir de um espécime solitário, o holótipo (número "USNM 396009"), que está atualmente preservado nas coleções paleobotânicas do Museu Nacional de História Natural, parte do Smithsonian Institution em Washington, DC
O espécime foi estudado pelos paleobotânicos Jack A. Wolfe, do Serviço Geológico dos Estados Unidos, escritório de Denver, e Toshimasa Tanai, da Universidade de Hokkaido. Wolfe e Tanai publicaram sua descrição de tipo em 1987 para A. alaskense no Journal of the Faculty of Science, Hokkaido University. A etimologia do nome específico escolhido alaskense é em reconhecimento à localidade tipo no estado do Alasca. A. alaskense é a ocorrência mais antiga do gênero maple, Acer, sendo o segundo mais antigo A. douglasense dos sedimentos do Eoceno Inferior da Formação Foreland Ocidental do Paleoceno-Eoceno. Em sua descrição de tipo, Wolfe e Tanai designaram A. alaskense como o tipo e única espécie para a extinta seção Acer Alaskana.

## Descrição
As folhas de Acer alaskense são de estrutura simples e geralmente de forma oval. As folhas têm três ou possivelmente apenas dois lóbulos, com o fóssil mostrando uma lâmina com um lóbulo lateral. A folha tem 8,0 centímetros (3,1 pol) de largura e 10,5 centímetros (4,1 pol) por muito tempo na dimensão total. A. alaskense tem uma estrutura simples para as nervuras terciárias que conectam as nervuras basais secundárias, o que não é visto em outras espécies de Acer. No entanto, os numerosos dentes e a estrutura da venação areolar são muito semelhantes às espécies modernas de A. spicatum. Wolfe e Tanai observam que a aparente estrutura de dois lóbulos pode ser uma aberração e A. alaskense pode ter sido tipicamente de três lóbulos.